# Naliboki (obwód grodzieński)
Naliboki (biał. Налібакі) – wieś w rejonie nowogródzkim obwodu grodzieńskiego Białorusi. Położona jest na północny zachód od Nowogródka, w pobliżu Wsieluba, nad rzeką Kremuszówką. Wieś należy do sielsowietu piatrewickiego. 

## Historia
Po wojnie polsko-bolszewickiej Naliboki znalazły się w granicach II Rzeczypospolitej i należały do powiatu nowogródzkiego w województwie nowogródzkim. Po 1944 roku weszły w skład Białoruskiej SRR, a od 1991 znajdują się na terenie Białorusi.
W 1919 roku we wsi urodziła się Jadwiga Pietraszkiewicz.